# Dżabraił Gadżyjew
Dżabraił Gadżyradżabowicz Gadżyjew (ros. Джабраил Гаджираджабович Гаджиев ;ur. 18 lutego 2002) – azerski zapaśnik walczący w stylu wolnym. 
Zajął ósme miejsce na mistrzostwach Europy w 2023. Wygrał olimpijski festiwal młodzieży Europy w 2019. Trzeci na MŚ U-23 w 2024. Pierwszy na ME U-23 w 2021, 2022 i 2024. Mistrz świata juniorów w 2022 i drugi w 2021. Mistrz Europy juniorów w 2021 i 2022. Mistrz świata kadetów i drugi na ME w 2019 roku.